# Paul K. Kuroda
Paul Kazuo Kuroda (japanisch 黒田 和夫, Kuroda Kazuo; * 1. April 1917 in der Präfektur Fukuoka; † 16. April 2001 in Las Vegas) war ein japanisch-amerikanischer Chemiker.
Seine Universitätsabschlüsse machte er 1944 bei Kenjiro Kimura an der Universität Tokio. Schwerpunkte seiner fachlichen Arbeit lagen in der Radiochemie und Kernchemie.
1949 wanderte er in die USA aus, woher er seinen zweiten Vornamen Paul annahm. Er wurde im selben Jahr mit einem Preis ausgezeichnet, dem später noch weitere folgten. Bis 1952 arbeitete er an der University of Minnesota, danach ging er an die University of Arkansas. 1955 heiratete Kuroda Louise Morren. In demselben Jahr wurde er US-Bürger. 1979 wurde er Professor und 1987 emeritiert.
Von ihm stammt eine frühe Vorhersage (1956) der Möglichkeit eines natürlichen Kernreaktors, die 1972 im Naturreaktor Oklo gefunden wurde.

## Schriften
- The origin of the chemical elements and the Oklo phenomenon. Springer, Berlin 1982. ISBN 3-540-11679-6